# Cristóvão Campos
Cristóvão Lare de Freitas Campos, mais conhecido por Cristóvão Campos (Lisboa, 31 de maio de 1984), é um ator português.

## Televisão
| Ano         | Projeto                        | Papel                                 | Notas                 | Canal |
| ----------- | ------------------------------ | ------------------------------------- | --------------------- | ----- |
| 2000        | Uma Aventura                   | Francisco «Chico»                     | Co-protagonista       | SIC   |
| 2001        | A Minha Família É uma Animação | Manuel                                | Participação Especial | SIC   |
| 2001        | Um Homem Não é Um Gato         | Pedro                                 | Elenco Principal      | SIC   |
| 2002        | O Olhar da Serpente            | Paulo Ferreira Fonseca (jovem)        | Participação Especial | SIC   |
| 2002 - 2003 | O Bairro da Fonte              | David                                 | Elenco Principal      | SIC   |
| 2004 - 2006 | O Jogo                         | Tozé                                  | Elenco Principal      | SIC   |
| 2004        | Lusitana Paixão                | Amigo de Artur                        | Elenco Adicional      | RTP1  |
| 2004        | Ana e os Sete                  |                                       | Elenco Adicional      | TVI   |
| 2005 - 2006 | Os Serranos                    | Miguel Pires                          | Elenco Principal      | TVI   |
| 2006        | Floribella                     | Banzo                                 | Elenco Adicional      | SIC   |
| 2006 - 2007 | Tu e Eu                        | Francisco «Chico» Maria Mendes Sobral | Elenco Principal      | TVI   |
| 2007 - 2008 | Deixa-me Amar                  | Rui Nunes                             | Elenco Principal      | TVI   |
| 2008        | Casos da Vida - «Roleta Russa» | Amadeu Tâmega-Travassos               | Elenco Principal      | TVI   |
| 2008 - 2009 | Olhos nos Olhos                | Daniel Bastos                         | Elenco Principal      | TVI   |
| 2009        | Liberdade 21                   | Gustavo                               | Elenco Adicional      | RTP1  |
| 2009        | Conexão                        | Nelso                                 | Elenco Adicional      | RTP1  |
| 2009        | Um Lugar para Viver            | Jonas                                 | Elenco Adicional      | RTP1  |
| 2010        | O Dez                          | Filipe                                | Elenco Principal      | TVI   |
| 2010 - 2011 | Mar de Paixão                  | Guilherme «Gué» Silva                 | Elenco Principal      | TVI   |
| 2011        | O Amor É um Sonho              | Artur                                 | Elenco Principal      | TVI   |
| 2011 - 2012 | Velhos Amigos                  | Ivo                                   | Elenco Adicional      | RTP1  |
| 2011 - 2012 | Pai à Força                    | Tiago Seabra                          | Elenco Principal      | RTP1  |
| 2012        | Maternidade                    | Alberto                               | Elenco Adicional      | RTP1  |
| 2012 - 2013 | Doce Tentação                  | Bernardo Coutinho                     | Elenco Principal      | TVI   |
| 2013 - 2014 | Os Filhos do Rock              | Zé Paulo                              | Elenco Principal      | RTP1  |
| 2015 - 2016 | Coração d'Ouro                 | José da Cruz                          | Elenco Principal      | SIC   |
| 2017 - 2018 | País Irmão                     | Bernardo                              | Elenco Adicional      | RTP1  |
| 2018        | Sara                           | Paulo «Paulinho»                      | Elenco Recorrente     | RTP1  |
| 2018        | 3 Mulheres                     | Tareco                                | Elenco Adicional      | RTP1  |
| 2018 - 2019 | Alma e Coração                 | Gustavo Sousa Melo                    | Elenco Principal      | SIC   |
| 2021        | Esperança                      |                                       | (OPTO)                | SIC   |
| 2021        | Princípio, Meio e Fim          | Estafeta                              | Elenco Adicional      | SIC   |
| 2021        | Na Porta ao Lado: Esperança    | Rodrigo                               | Protagonista (OPTO)   | SIC   |
| 2021        | Doce                           | Beto                                  | Elenco Adicional      | RTP1  |
| 2021        | Pôr do Sol (1.ª temporada)     | Diogo                                 | Elenco Principal      | RTP1  |
| 2022        | Contado por Mulheres           | Abreu                                 | Elenco Adicional      | RTP1  |
| 2022        | Pôr do Sol (2.ª temporada)     | Diogo                                 | Elenco Principal      | RTP1  |
| 2022 - 2023 | Sangue Oculto                  | Pedro Brito                           | Co- Protagonista      | SIC   |
| 2024        | Erro 404                       | Pedro                                 | Elenco Principal      | RTP1  |
| 2024        | Sempre                         | João                                  | Elenco Principal      | RTP1  |
| 2025        | A Herança                      | Pedro Cardoso                         | Elenco Principal      | SIC   |

## Filmografia
- A Passagem da Noite (2003)
- Lá Fora (2004)